# ويندي بيكون
ويندي بيكون (بالإنجليزية: Wendy Bacon)‏ هي صحفية أسترالية، ولدت في 1946.

## وصلات خارجية
- الموقع الرسمي